# Stiby landskommun
Stiby landskommun var en tidigare kommun i dåvarande Kristianstads län.

## Administrativ historik
Kommunen bildades i Stiby socken i Järrestads härad i Skåne när 1862 års kommunalförordningar trädde i kraft. 
Vid kommunreformen 1952 uppgick kommunen i Tommarps landskommun som 1969 uppgick i Simrishamns stad som 1971 ombildades till Simrishamns kommun.

## Politik

### Mandatfördelning i Stiby landskommun 1938-1946
| 8 | 12 |

| 20 |

| 6 | 14 |

| 20 |

| 9 | 11 |

| 20 |